# Pitcairnia stevensonii
Pitcairnia stevensonii är en gräsväxtart som beskrevs av Hans Edmund Luther och Mark Whitten. Pitcairnia stevensonii ingår i släktet Pitcairnia och familjen Bromeliaceae. IUCN kategoriserar arten globalt som sårbar. Inga underarter finns listade i Catalogue of Life.